# Ritzerau
Ritzerau ist eine Gemeinde im Kreis Herzogtum Lauenburg in Schleswig-Holstein.

## Geographie

### Geographische Lage
Das Gemeindegebiet von Ritzerau erstreckt sich im südöstlichen Teil des Naturraums Ostholsteinisches Hügel- und  Seenland (Haupteinheit Nr. 702) südlich von Lübeck und westlich der Stadt Ratzeburg nordwestlich des Bachlaufs Wohldbek, die durch den Ritzerauer See im südöstlichen Teil der Gemarkung fließt.

### Gemeindegliederung
Die Gemeinde Ritzerau gliedert sich siedlungsgeographisch in verschiedene sogenannte Wohnplätze. Neben dem Dorf gleichen Namens liegen auch die Häusergruppe Forstamt-Abendrade und das Gut Hof Ritzerau im Gemeindegebiet.

### Nachbargemeinden
Unmittelbar umgebende Gemeindegebiete von Ritzerau sind:
| Sirksfelde | Duvensee                                    |       |
|            | Kompassrose, die auf Nachbargemeinden zeigt |       |
| Koberg     |                                             | Nusse |

## Geschichte
Die Edlen von Ritzerau wurden 1222 erstmals erwähnt. Das Zehntregister des Ratzeburger Bischofs nennt im Jahr 1230 auch den Ort Ritzerau (Ritzerow). Im 15. Jahrhundert erwarb die Stadt Lübeck den Rittersitz und das Dorf. Seit 1562 war Schloss Ritzerau Sitz des Landgerichts. 1747 wurde der Ort durch einen Vergleich in Hannover als Lübecker Besitz bestätigt. Im Jahre 1772 brannte das Dorf fast völlig ab. 1845 wurde das Schloss abgebrochen, das Landgericht 1851 verlegt. Die 1547 erbaute Ritzerauer Hofscheune wurde 1923 ebenfalls abgebrochen. Die Gemeinde gehörte bis zum Groß-Hamburg-Gesetz von 1937 als Exklave zur Hansestadt Lübeck und kam dann zur damals preußischen Provinz Schleswig-Holstein. Die Stadt Lübeck blieb jedoch weiterhin Eigentümer von Stadtgut (250 Hektar, bis 1990) und Forst Ritzerau (650 Hektar).

## Politik

### Gemeindevertretung
Bei der Kommunalwahl 2023 errangen die Aktiven Ritzerauer Bürger erneut alle neun Sitze in der Gemeindevertretung. Die Wahlbeteiligung betrug 59,1 Prozent.

### Wappen
Blasonierung: „Unter silbernem Schildhaupt, darin ein vierlätziger roter Turnierkragen, in Blau eine schwebende silberne Burg mit drei Zinnentürmen und offenem Tor.“

## Wirtschaft
Die unweit des Dorfes gelegene Domäne Hof Ritzerau gehört seit 1999 dem Unternehmer und Biobauern Günther Fielmann. Seit dem Jahr 2001 fördert Günther Fielmann interdisziplinäre wissenschaftliche Forschung auf dem Hof.

## Persönlichkeiten
- Georg Franz Heinrich Stockmann, * 14. Januar 1825 in Ritzerau; † 6. Januar 1906 in Bad Kreuznach, Geschäftsmann und Gründer des finnischen Warenhauses Stockmann

## Trivia
Peter Rühmkorf erwähnte Ritzerau in seiner Erzählung Die Feuerfee als Wohnort seines Protagonisten Franz Brandmal.